# 亞晴斑矛耙麗魚
幾內亞矛耙麗魚，為輻鰭魚綱鱸形目隆頭魚亞目慈鯛科的其中一種，分布於非洲加彭及剛果共和國淡水流域，體長可達5.3公分，棲息在中底層水域，生活習性不明，可作為觀賞魚。